# Hošuud
Gli Hošuud (mongolo: Хошууд; in russo Хошуты, Hošuty; cinese: 和碩特; pinyin: Héshuòtè), Khošuud o Khoshut sono una delle quattro maggiori tribù del popolo ojrad. Assieme alle altre tre tribù: ôôld, torgud e dôrvôd, formavano i cosiddetti "quattro alleati" (Дөрвөн Ойрд, Dôrvôn Ojrd).

## Storia
Originariamente gli Hošuud erano una delle tribù horčin nel sud-est della Mongolia, ma a metà del XV secolo migrarono verso la Mongolia occidentale per diventare alleati degli oirati e contrastare il potere militare centrale mongolo.  
Gli Hošuud appaiono per la prima volta nel 1580 e nel 1620 erano diventati la più potente tribù oirata; guidarono gli altri nella conversione al buddismo. Nel 1636 Gùùš khaan (Гүүш хаан, 1582-1654) guidò molti Hošuud ad occupare il Koke Nuur e fu incoronato re del Tibet dal V Dalai Lama Lozang Gyatso. Posteriormente al 1645, suo fratello Kondeleng Ubaši migrò verso il Volga, unendosi ai Kalmyki. Comunque, molti Hošuud rimasero nella terra d'origine oirata, la Zungaria, sotto Očirtu Cecen khan (Очирту Цецен хан).
Dopo che il capo dzungar Galdan Bošigt Khan (in mongolo Галдан бошигт хаан, 1632/44-1697) uccise Očirtu, il capo hošuud Khoroli si sottomise con il suo popolo alla dinastia Qing nel 1686 e si reinsediò nella regione dell'Alšaa.
Gli Hošuud dell'impero zungaro si mantennero influenti finché furono annientati dai Qing nel 1755. Nel 1771 gli Hošuud del Volga fuggirono di nuovo in Zungaria con i Calmucchi e furono reinsediati dai Qing intorno al lago Bosten. L'esiguo numero di famiglie rimaste in Calmucchia fu influente fino al 1917. Un'altra parte di essi si costituì in gruppi separati nelle province di Bulgan e Hovd; ma vennero calcolati assieme ai Torgud che erano migrati assieme a loro in numero assai più consistente.